# Europawahl in den Niederlanden 1999
- SP: 1
- PvdA: 6
- GL: 4
- D66: 2
- CDA: 9
- VVD: 6
- SGP/GPV/RPF: 3

Die Europawahl 1999 in den Niederlanden fand am 10. Juni 1999 im Rahmen der EU-weiten Wahl des Europäischen Parlaments statt. Die Niederländer wählten 31 der 626 Mitglieder des Europäischen Parlaments.

## Ergebnis
Stärkste Partei, allerdings mit Verlusten von fast 4 Prozentpunkten, wurden die regierende christdemokratische CDA vor der oppositionellen sozialdemokratischen PvdA, welche knapp von der VVD gefolgt wird. Viertstärkste Kraft wurde GroenLinks. Neben der gemeinsamen Liste der christlich-konservativen Parteien konnte auch die linksliberale D66 und die sozialistische SP ins Europaparlament einziehen.
| Partei | Partei                                        | Fraktion | Prozent | Sitze |
| ------ | --------------------------------------------- | -------- | ------- | ----- |
|        | Christen-Democratisch Appèl (CDA)             | EVP-ED   | 26,94   | 9     |
|        | Partij van de Arbeid (PvdA)                   | SPE      | 20,11   | 6     |
|        | Volkspartij voor Vrijheid en Democratie (VVD) | ELDR     | 19,69   | 6     |
|        | GroenLinks (GL)                               | G/EFA    | 11,85   | 4     |
|        | SGP-RPF-GPV                                   | EDU      | 8,74    | 3     |
|        | Democraten 66 (D66)                           | ELDR     | 5,80    | 2     |
|        | Socialistische Partij (SP)                    | GUE/NGL  | 5,04    | 1     |
|        | De Europese Partij                            | –        | 0,66    | –     |
|        | Centrum Democraten (CD)                       | –        | 0,50    | –     |
|        | Europees Verkiezers Platform Nederland        | –        | 0,37    | –     |
|        | Ljist Sala                                    | –        | 0,30    | –     |